# 真空通道晶體管
真空通道晶體管（英語：Vacuum-channel transistor）是一种使用真空管原理的晶体管。在传统的固态晶体管中，半导体沟道存在于源极和漏极之间，并且电流流过半导体。然而，在真空沟道晶体管中，在源极和漏极之间不存在任何材料，因此，电流流过真空。

## 概要
在集成电路中使用的常规场效应晶体管中，由于随着小型化的进行栅绝缘膜的变薄，漏電流相对增加。 此外，由于硅的电子迁移率的限制，加速也受到限制。 当在外太空中使用时，还存在抗辐射的问题。 为了解决这些问题已经进行了各种研究和开发，其中之一是真空沟道晶体管，它利用了真空管的原理。

## 歴史
使真空管小型化的概念并不是什么新鲜事物，并且是在1960年代半导体制造技术发展时提出的，但是那时制造技术仍然不足，无法实现。 在1980年代，曾报道过一个实际工作的真空通道晶体管的案例，但是由于当时的微制造技术无法缩小源极和漏极之间的距离，因此栅极的阈值电压很高，因此无法投入实际使用 。 此后，微细加工技术的进步使得减小源极和漏极之间的距离成为可能，并且在2012年，阈值电压降至0.5V，与半导体处于同一水平 。

## 结构
在传统的场效应晶体管中，在源极和漏极之间存在半导体，电流流过它，但是在真空沟道晶体管中，在源极和漏极之间形成150纳米的真空间隙，因此栅极之间没有物理接触电子流。在常规的真空管中，加热阴极以发射热电子，但是由于小型化，仅通过将其置于静电场中就可以发射电子，并且不需要加热。另外，已经提出了几种类型的真空沟道晶体管。

## 特点
由于它具有比硅晶体管更高的电子迁移率 ，因此可以高速开关，并有望作为太赫兹频带中的高频器件。它可以在高温下操作并且耐辐射，但是其源电极会随着操作而变质，从而导致可靠性差。

## 缺点
真空通道晶体管的性能取决于来自源电极的电子的场发射。 然而，由于高电场，源电极随着时间而退化，从而减小了发射电流。由于电子源电极的退化，真空通道晶体管的可靠性较差。

## 延伸閱讀
- Return of the Vacuum Tube | Science | AAAS （页面存档备份，存于）
- Solution for next generation nanochips comes out of thin air （页面存档备份，存于）

## 外部連結
- 真空晶体管简介：一种无用器件-IEEE频谱 （页面存档备份，存于）
- NASA将硅与真空管技术融合以填补太赫兹缺口| Ars Technica （页面存档备份，存于）
- 真空管，新技术如何拯救摩尔定律-硬件